# Julgran

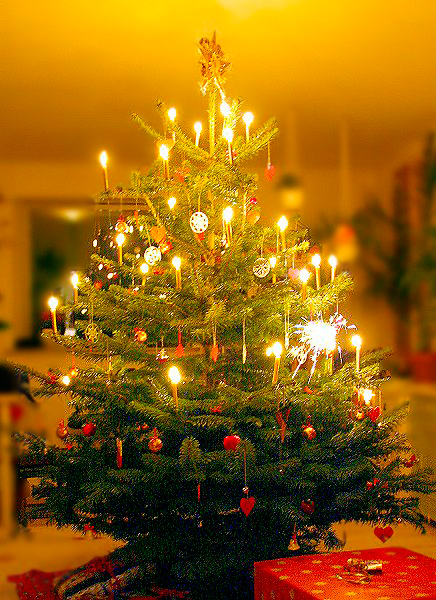
Julgran

Julgran är ett dekorerat barrträd, oftast gran eller ädelgran, eller ett konstgjort träd med liknande utseende, som förknippas med firande av jul. Den dekorerade granen kan förekomma såväl utomhus som inomhus. Dagens julgran har sitt ursprung i 1500-talens Tyskland, där protestanter tog in dekorerade träd i hemmen. Inledningsvis förekom traditionen i de övre samhällsskikten i städerna för att sedan sprida sig till bredare socialgrupper och ut på landsbygden. Först vid mitten av 1800-talet spred sig traditionen från det protestantiska delarna i norr till de katolska i söder, och från Preussen till övriga tyska stater och vidare till andra länder.
Tidigt pyntades julgranar med bland annat äpplen, pappersrosor, rån, glitter och sötsaker. Under 1800-talet började träden att förses med stearinljus som senare byttes mot elektriska ljus. I många områden hör det till traditionen att det ska sitta en stjärna eller en ängel i toppen av trädet, vilka representerar ärkeängeln Gabriel eller Betlehemsstjärnan som lyste vid Jesu födelse. Ätbara objekt, som pepparkakor, karamellstänger, choklad och annat är också populärt och hängs upp med band.
Inom den västliga kristna traditionen har det varit vanligt att granen ska resas och kläs på en specifik dag, som första advent eller till och med så sent som julafton, beroende på land. Inom samma kristna tradition har det funnits regler kring när granen och andra juldekorationer ska tas bort som trettondagsafton eller kyndelsmässodagen. I vissa områden har detta omgetts av festligheter, den så kallade julgransplundringen, då julen ska dansas ut och man får äta upp det godis som man pyntat med.
Julgranens folkloristiska ursprung är mycket omdiskuterat, men ofta nämns julstänger och det träd som förekom under firandet av midvinterblot.

## Historik

### Julstången
I Skandinavien förekom tidig så kallade julstänger och julruskor. Seden är gammal och hade ursprungligen troligen någon typ av magisk betydelse, som skydd mot onda makter i samband med mörkret kring midvintern.[källa behövs] Julstången bestod av en liten gran som ofta var barkad och kvistad nedifrån, så att endast de övre grenarna satt kvar. Därefter kunde de placeras på gårdstunet, på gårdens taknock eller gavel, på en högre stång, eller på vardera sida om gårdens dörr. De kunde vara utsmyckade med ruskor, julkors eller liknande i toppen. Överblivna grankvistar lades utanför ingången som en slags dörrmatta, en sed som fortfarande lever kvar i Sverige. Julstänger kunde också placeras på en synlig plats i en trefot, vilket fortfarande förekommer i till exempel Dalarna.[källa behövs] Även bland samer fanns en icke-kristen sed om att hänga upp offergåvor i träd på julafton, i form av kött lagt i näverbåtar. Dessa sades vara uthängda åt julfolket.

### Granen flyttar inomhus
Dekorerade granar inomhus, förknippade med julhelgen, dök upp i norra Tyskland och Livland under 1400- och 1500-talet och restes av olika hantverksskrån och gillen i deras skråhus. Granarna kläddes bland annat med godis som barnen fick äta av, och skråets medlemmar dansade runt granen.
Vad gäller den tyska traditionen så var det enligt sägnen den engelska munken Bonifatius (672-754), även missionär i Tyskland, som använde granens trekantiga form för att förklara treenigheten. Bonifatius ska ha hängt upp granen i taket med spetsen nedåt.
Efter den Protestaniska reformationen började julgranar förekomma i protestantiska högreståndshem. I början av 1700-talet hade seden blivit vanlig i städer i norra Rhenlandet men förekom inte på landsbygden. De vid den här tiden dyrbara vaxljusen finns dokumenterade som dekoration i julgranar från slutet av 1700-talet.
Vid den här tiden förknippades julgranen med protestantism och traditionen fick inte någon större utbredning inom andra grupper, och andra områden, förrän runt 1815 då preussiska tjänstemän emigrerade till följd av Wienkongressen. I utlandet förknippades julgranen starkt med de emigrerade tyskarna.

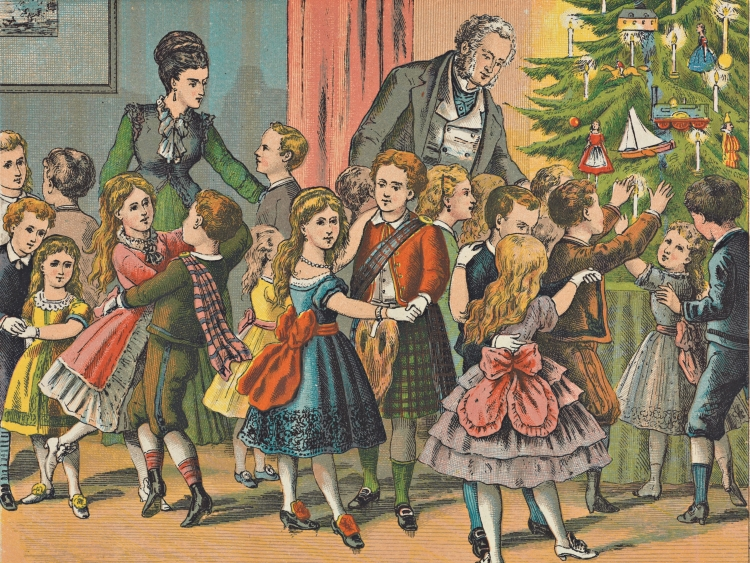
Julgran, målning från 1877 av H. J. Overbeek.

Julgransfot från 1899, Hallwylska museet. Förfärdigad efter beställning av Wilhelmina von Hallwyl, 20 december 1899 hos snickaren C. H. Benckert J:r, Stockholm.

I början av 1800-talet blev julgranen populär inom europeiska högreståndsmiljöer, och spred sig via hoven så långt som till Ryssland. Henrietta av Nassau-Weilburg introducerade julgranen i Wien 1816, och seden spred sig över Österrike under de kommande åren. I Frankrike dök den första julgranen upp 1840, introducerad av Ferdinand Filip av Orléans. Den danska författaren Hans Christian Andersen skrev 1844 sagan Granen där det talas om julgranar. Enligt sagan ska den första julgranen förekommit i Danmark 1808, och detta ska Wilhemine af Holsteinborg ha förtäljt författaren.

## Sverige

### Historia
Seden att klä hemmet med levande träd och kvistar är mycket gammal och tjänade till att skydda hemmet mot alla sorters onda makter och väsen. Det förekom långt tillbaka att man reste så kallade julstänger utanför bondgårdarna eller placerade en gran på vardera sidan om ytterdörren.
När inomhusgranen först dök upp i Sverige var den bara en i mängden av dekorationer gjorda av levande kvistar, men med tiden kom den tyska nymodigheten att dominera. Den första pyntade inomhusgranen i Sverige är dokumenterad till år 1741 och stod på herrgården Stora Sundby i Södermanland. Ordet "julgran" började dyka upp i svenskan kring 1840-talet. Julgranen spred sig från herrgårdar, prästgårdar och lärarbostäder till övriga hem. Granen blev allmänt förekommande i svenska hem först i slutet av 1800-talet.
När julgranen etablerades under 1800-talets första hälft, kläddes granen av de vuxna som en överraskningsceremoni och en present till barnen. Det var en ceremoni som passade utmärkt in i den tidens borgerliga festmönster, där överraskningar var en viktig del av många festliga tillfällen, inte minst på julen.

#### Adventsgran
De första svenska inomhusgranarna var små bordsgranar som i allmänhet var dekorerade med levande ljus och konfekt som bakverk. Man hängde vanligtvis äpplen i granen för att tynga ner de grenar som ljusen satt på så att de skulle sitta rakare.
En liten och tidig gran kunde även benämnas adventsgran. Möjligen kan det jämföras med den lilla granen som brukar ställas upp och kläs vid den finska Lilla jul (Pikkujoulu) som inträffar varje år på lördagen före Första advent.
Med tiden blev det vanligare med garndockor i julgranen och hemmagjorda korgar och hjärtan i glanspapper eller dekorationer gjorda av mjöl och vatten.
Från mitten av 1800-talet fanns det färdiga julgransprydnader att köpa i svenska städer.
Smällkarameller tillverkade av silkespapper, med bokmärke utanpå och godis inuti, förekom från omkring år 1870. Föregångaren till glitter kallades änglahår och blev vanligt kring år 1880. Under 1800-talet tillkom även stjärnan i toppen. Från slutet av 1800-talet blev det vanligt att hänga upp tunna glaskulor som importerades från Tyskland och Tjeckien.
I början av 1900-talet hade det blivit en allmän sed att hänga girlander med svenska flaggan i papper samt med en nål sätta svenska pappersflaggor i toppen på de största grenarna. Girlander med blandade pappersflaggor från de nordiska länderna förekom också.
Idén med julgransflaggor kommer ursprungligen från Danmark. Bandet med flaggor från olika länder hör till de tidigaste julgransprydnader som fanns att köpa. De fanns i Finland redan på 1860-talet och har behållit sin popularitet fram till vår tid. Flaggband hade en nationell innebörd och flaggor från andra delar av världen förmedlade en känsla av samhörighet.
Kring år 1900 hade den moderna julgranen trängt bort de äldre mer bondska trädprydnaderna och utomhusgranarna även ute på svenska landsbygden. Seden med julgranar på offentliga platser, som gårdar och torg, startade under perioden mellan de två världskrigen.
En missuppfattning är att halmslöjd utgjorde en tidig julgransprydnad. I själva verket blev det populärt först under 1960- och 1970-talen, i samband med att halmslöjdkurser blev vanliga.

### Nutid

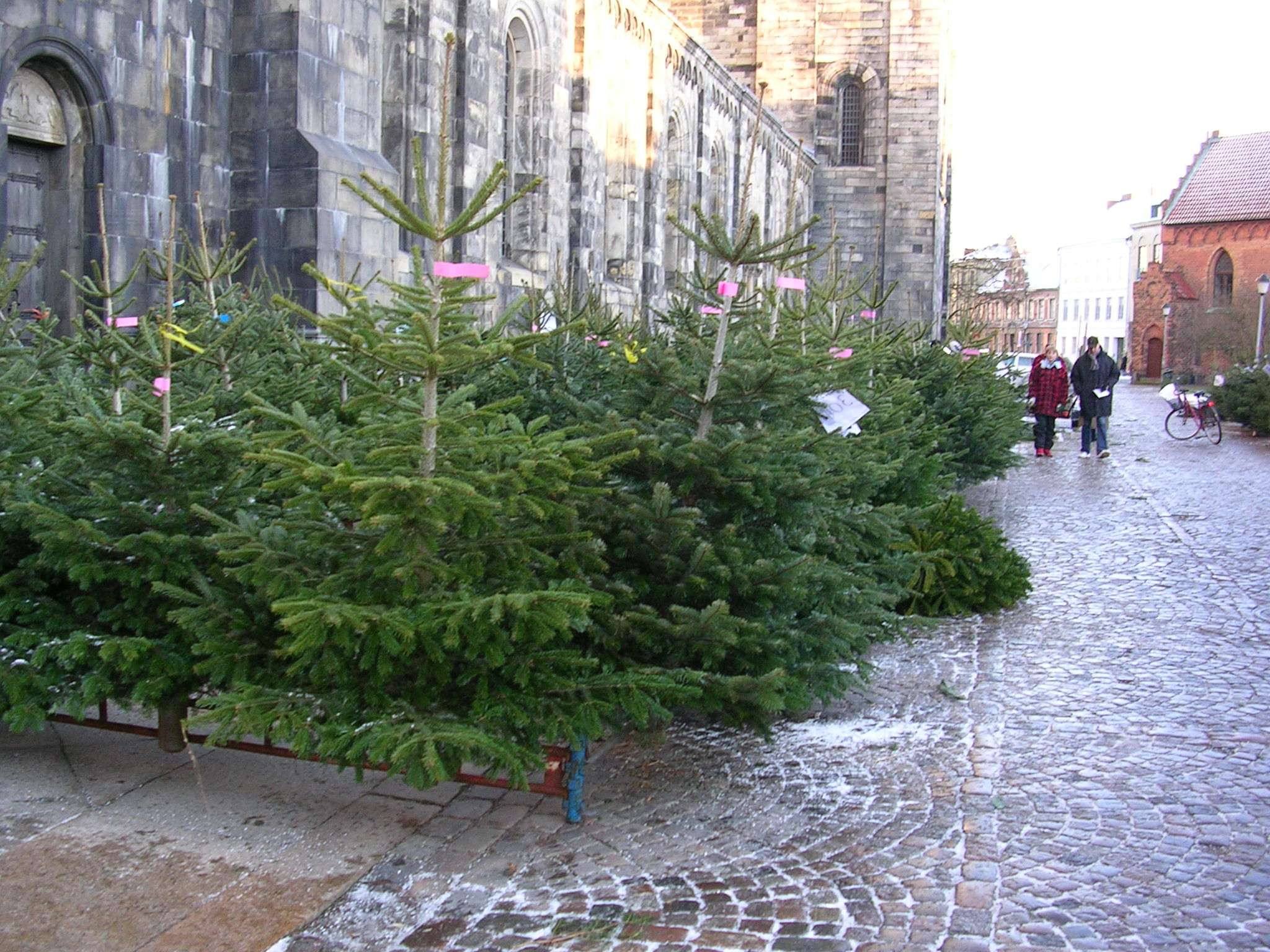
Julgransförsäljning utanför Lunds domkyrka 2004.

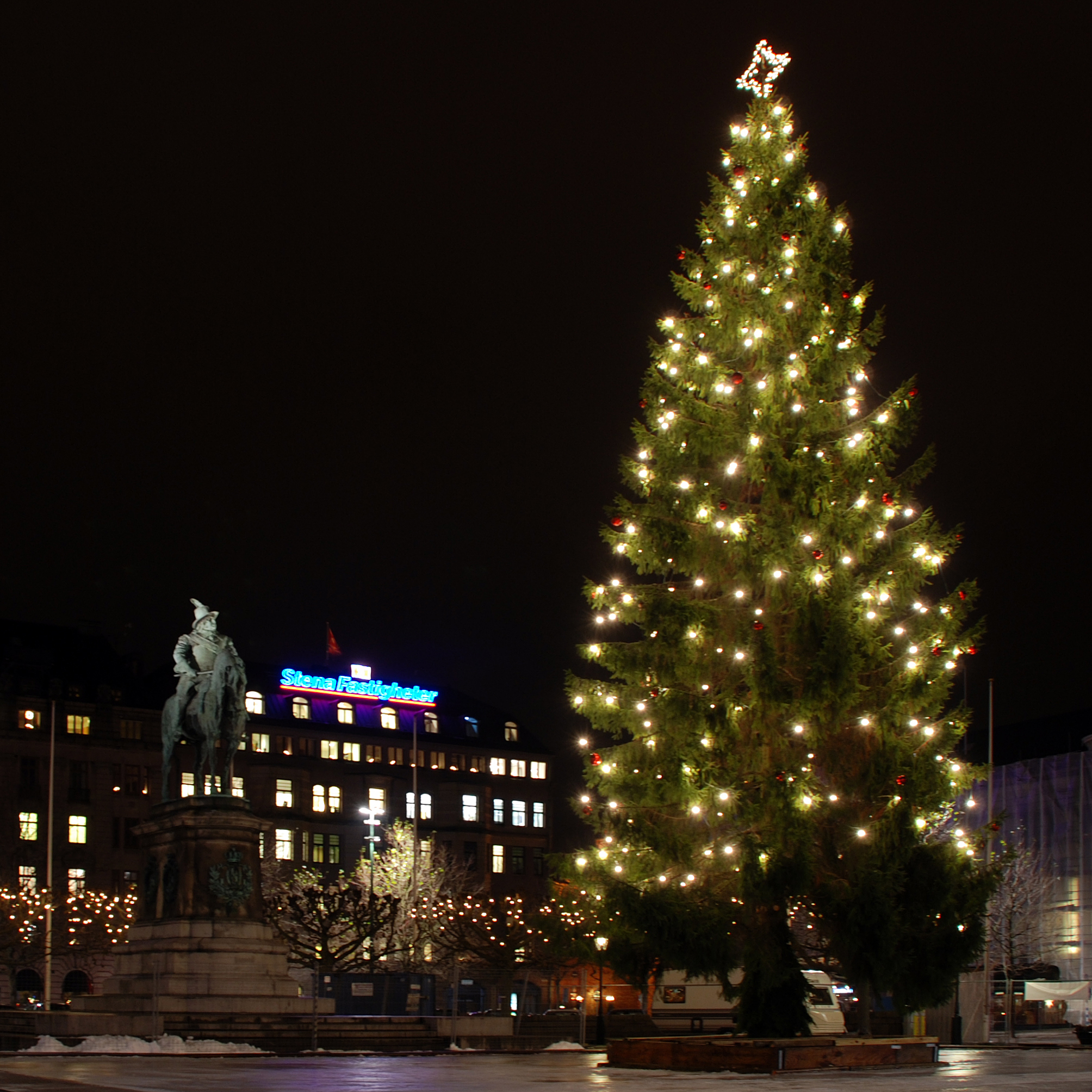
Offentlig julgran på Stortorget i Malmö.

I Sverige brukar julgransförsäljare finnas på allmänna platser där många människor passerar dagligen, exempelvis på torg och utanför stormarknader. De flesta julgranar som säljs är rödgranar, men även silvergran och andra ädelgranar förekommer i sortimentet. Priset på granen beror till stor del på art och storlek. Ofta är det idrottsföreningar och andra sällskap som står för försäljningen, och därmed skaffar ett tillskott till föreningskassan.
Blågranar kan lukta katturin. Rödgranen eller svensk/norsk gran doftar barr och kåda. 80 % av de 3 miljoner granar som såldes under 2009 var av sorten rödgran. Nordmannsgranen, eller kungsgranen, har mer inslag av citrusdoft och har blivit mer populär med åren. Lasiocarpa, en liknande ädelgran doftar lime.
Hanteringen av mer eller mindre döda granar efter julgransplundringen — vid tjugondedag jul den 13 januari dansas julen ut, säger traditionen — har i större samhällen blivit ett renhållningsproblem. Förr var det i städer med flervånings hyreshus vanligt att man helt enkelt kastade ut granen genom ett fönster, förhoppningsvis utan att skada fotgängare eller parkerade bilar. Granen fick sedan ligga och skräpa på gång- eller körbana tills gaturenhållningen tog hand om den. Numera kan det klassas som nedskräpning och ge böter eller fängelse. Istället ordnar många kommuner särskilda uppsamlingsplatser för förbrukade granar, som sedan tas om hand av något av kommunens organ eller någon renhållningsentreprenör.
De svenska traditionella granarna, speciellt rödgran, motsvaras på tyska närmast av fichte (Picea abies), medan den ursprungliga tyska julgranen är ädelgransarten tanne (Abies numidica med flera), vars "barr" mest ser ut som smala, platta blad. Det är denna art i tysk tradition som hyllas i den kända sången O Tannenbaum.
År 2010 uppskattades att var femte julgran i Sverige stulits. Siffran var densamma vid 2011 års uppskattning.

## Plastgranar och naturgranar
Sedan slutet av 1980-talet har plastgranar på många håll ersatt naturgranar. Eftersom de är bra för allergiker och inte behöver vattnas, har de kommit att bli vanligare på ställen som arbetsplatser, förskolor och skolor. Andra fördelar är att den kan återanvändas, att man slipper barr på golvet, att man slipper få med sig oönskad väta eller oönskade småkryp med granen, att man årligen sparar en mindre summa pengar samt att den på senare år finns i andra färger såsom rosa och ljusblått. Nackdelar är att plasten inte har den naturliga känslan eller ett helt naturligt utseende, inte doftar som en äkta julgran (även om det finns konstgjord skogsdoft), att julgranen kräver montering och att den behöver förvaringsutrymme när den inte används. En julgran från skogen i närområdet är miljövänligare än en plastgran. Naturskyddsföreningen anser att man i Sverige helst ska undvika plastgran, såvida man inte redan har en sedan tidigare.

## Julgransprydnader

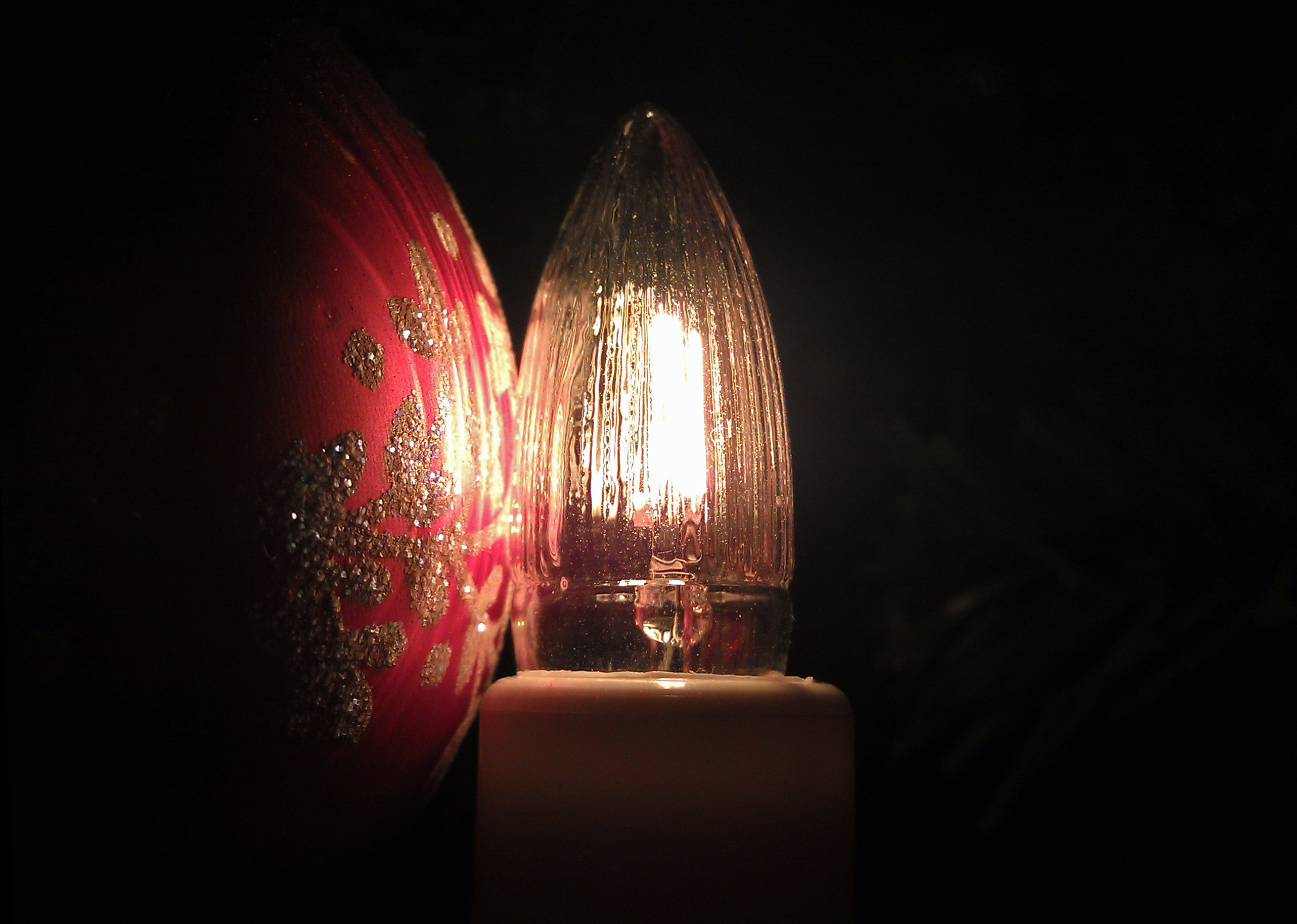
Ett julgransljus och kula.

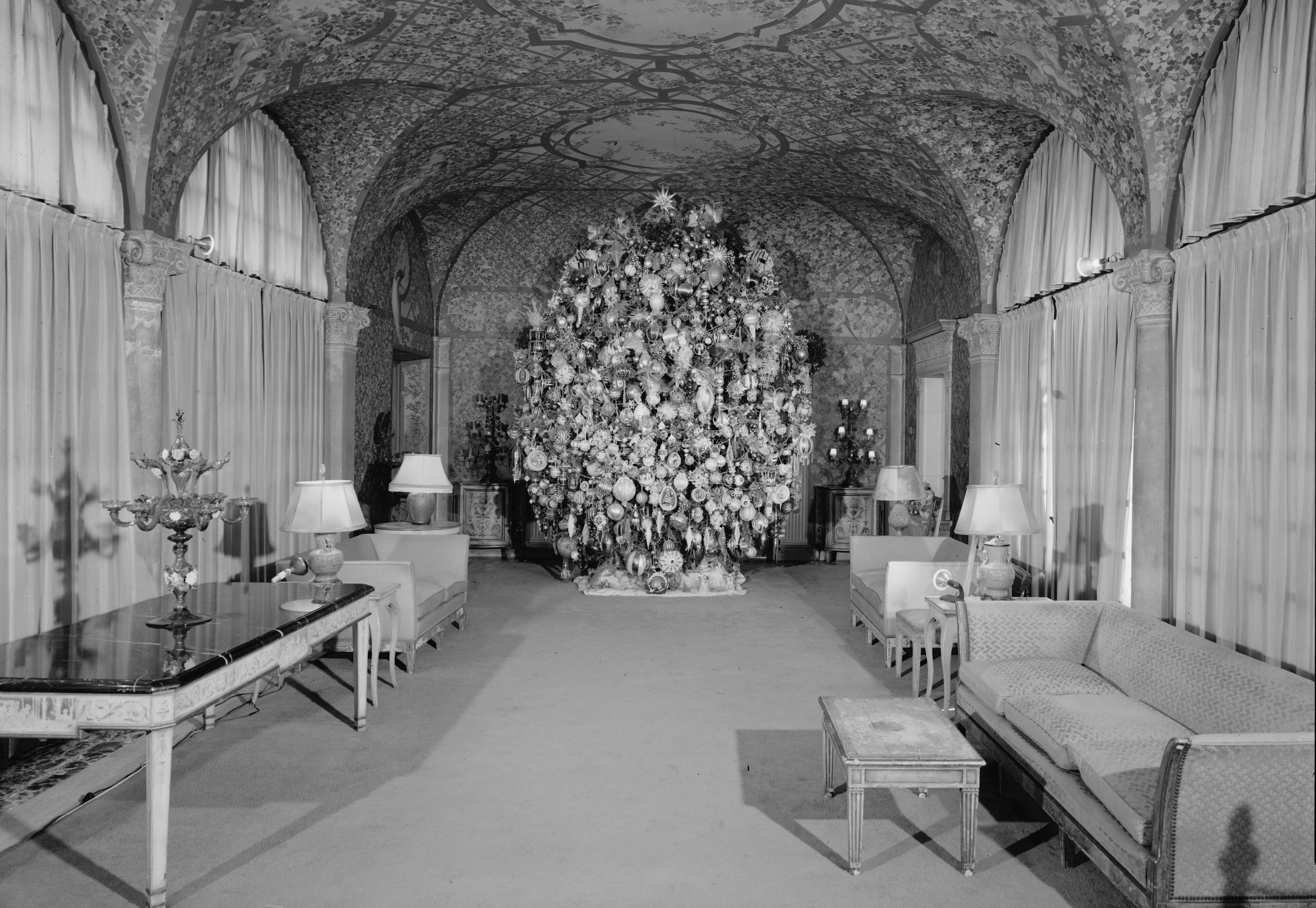
Julgran i Harold Lloyds hem 1974.

Julgransprydnader, även kallat julgransdekorationer och julgranspynt, säljs i varuhus och presentaffärer. Det är också vanligt att barn i förskolan, förskoleklass och skolan får tillverka egna julgransprydnader. En vanlig hemgjord julgransprydnad är smällkaramellen som består av ett papprör som kläs med silkespapper vars ändar fransas upp. En annan är en liten hjärtformad korg som vanligen tillverkas av glanspapper i två olika färger.
- Stjärna, en större prydnad som sitter i granens topp och som påminner om stjärnan ovanför Betlehem.
- Spira, en spetsig, blank prydnad, fungerar som ett alternativ till stjärnan.
- Elektrisk ljusslinga med lampor som i Sverige efterliknar vita stearinljus. Av elektrotekniska skäl är i en slinga antalet lampor oftast 16. Ett vanligt julproblem är att man på grund av något elektriskt fel inte lyckas få slingan att lysa.
Främst i USA kan slingorna vara byggda med lampor — som inte alls liknar ljus — i blandade färger.
- Glittergirlanger, vanligast silverglänsande som ska efterlikna frost, men numera förekommer glittergirlanger i många färger.
- Änglahår, tussar av ljusa textila fibrer som placeras runt de elektriska ljusen.
- Kulor (ofta röda, även om alla färger förekommer), som efterliknar äpplen. De traditionella tillverkningsländerna för julgranskulor är Tjeckien och Slovakien.
- Halmfigurer i form av stjärnor, julbockar eller andra figurer.
- Änglar, tomtar och djurfigurer i plast eller textil.
- Med kristyr dekorerade pepparkaksgubbar.
- I Sverige är Sveriges flagga en väldigt vanlig dekoration i granen, både i form av ett flaggspel som girlander och större flaggor i toppen.

## Julgranen i populärkultur
I Raska fötter springa tripp, tripp, tripp behandlar andra versen hur julgranen kläs, med stjärnan följd av nötter och äpplen.
Uttrycket "inte mycket att hänga i julgranen" innebär att något inte är särskilt vackert, välgjort eller värdefullt.

### Fiktion
- Julgranen
- Plutos julgran

### Sånger
- O Tannenbaum
- Rockin' Around the Christmas Tree